# Najlepszy Trener PLK
Najlepszy Trener PLK – nagroda przyznawana co sezon przez Polską Ligę Koszykówki najlepszemu trenerowi rozgrywek zasadniczych, od rozgrywek 2017/2018 nosi imię Witolda Zagórskiego. Jej laureat jest wyłaniany na podstawie głosowania wszystkich trenerów ligi, przy czym nie mogą oni głosować na samych siebie.
W 2009 roku nie wybrano najlepszego trenera PLK, ponieważ odbyła się gala Złotych Koszy, przyznawanych przez Polski Związek Koszykówki. Za najlepszego trenera wybrano wówczas Jerzego Szambelana, trenera młodzieżowych reprezentacji Polski.

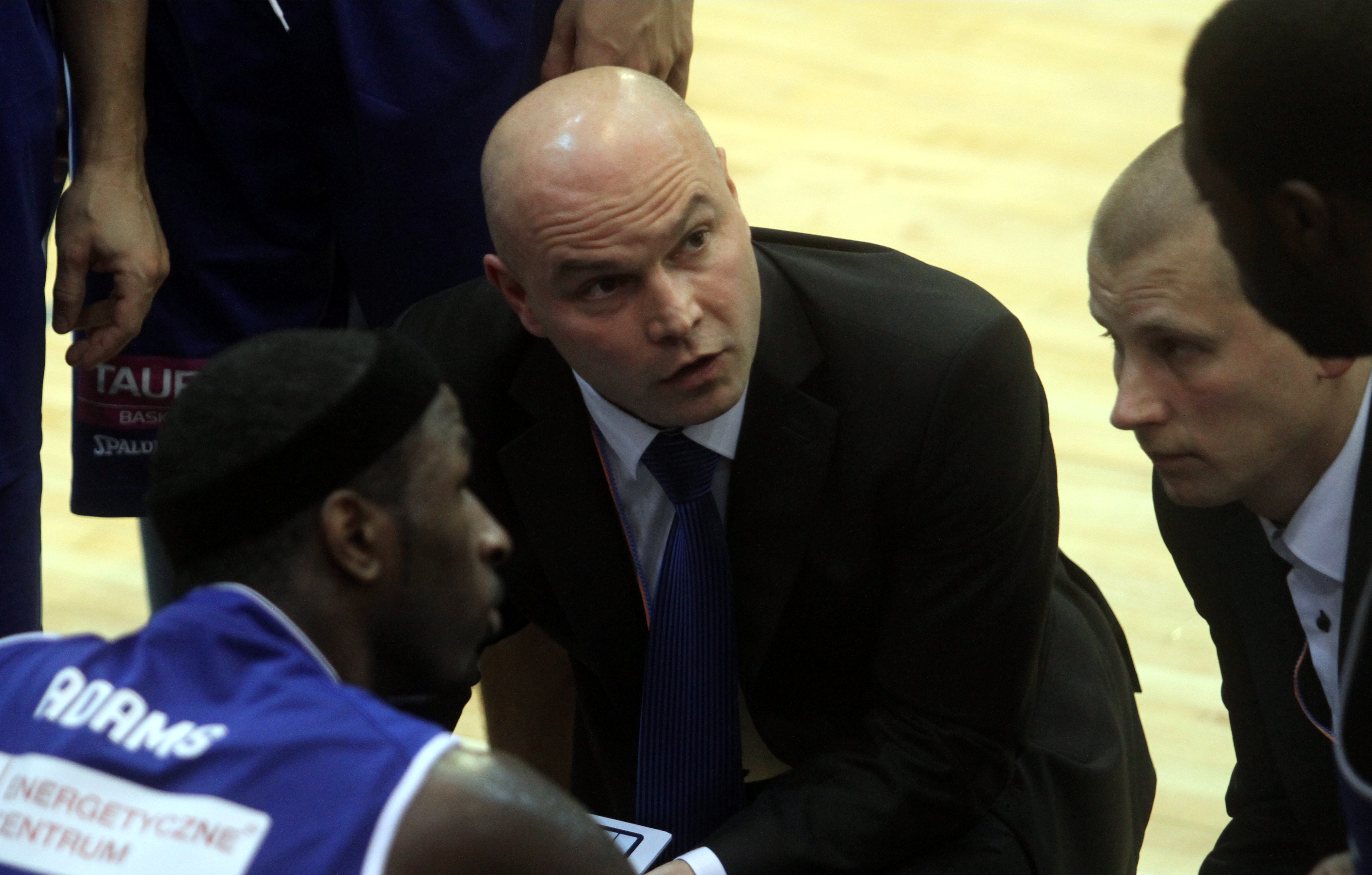
Wojciech Kamiński dwa razy z rzędu był wybierany najlepszym trenerem PLK.

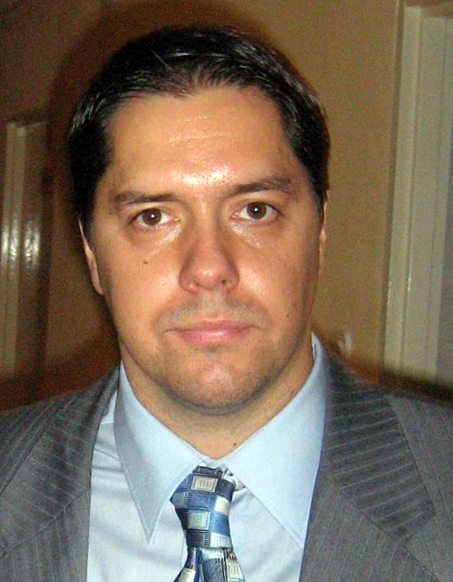
Sašo Filipovski – trzykrotny laureat nagrody.

| Sezon   | Trener                                  | Nar.                                    | Zespół                                  |                                         |
| ------- | --------------------------------------- | --------------------------------------- | --------------------------------------- | --------------------------------------- |
| 1995/96 | Wojciech Krajewski                      | Polska                                  | Anwil Włocławek                         | [ a ]                                   |
| 2000/01 | Andrej Urlep                            | Słowenia                                | Śląsk Wrocław                           | [ b ]                                   |
| 2003/04 | Eugeniusz Kijewski                      | Polska                                  | Prokom Trefl Sopot                      | [ 4 ]                                   |
| 2005/06 | Eugeniusz Kijewski (2)                  | Polska                                  | Prokom Trefl Sopot                      | [ 5 ]                                   |
| 2006/07 | Sašo Filipovski                         | Słowenia                                | BOT Turów Zgorzelec                     | [ 6 ]                                   |
| 2007/08 | Sašo Filipovski (2)                     | Słowenia                                | PGE Turów Zgorzelec                     | [ 7 ]                                   |
| 2008/09 | Nie wybierano - przyznawano Złote Kosze | Nie wybierano - przyznawano Złote Kosze | Nie wybierano - przyznawano Złote Kosze | Nie wybierano - przyznawano Złote Kosze |
| 2009/10 | Milija Bogicević                        | Serbia                                  | Polpharma Starogard Gdański             | [ 8 ]                                   |
| 2010/11 | Jacek Winnicki                          | Polska                                  | PGE Turów Zgorzelec                     | [ 9 ]                                   |
| 2011/12 | Kārlis Muižnieks                        | Łotwa                                   | Trefl Sopot                             | [ 10 ]                                  |
| 2012/13 | Miodrag Rajković                        | Serbia                                  | PGE Turów Zgorzelec                     | [ 11 ]                                  |
| 2013/14 | Wojciech Kamiński                       | Polska                                  | Rosa Radom                              | [ 12 ]                                  |
| 2014/15 | Wojciech Kamiński (2)                   | Polska                                  | PGE Turów Zgorzelec                     | [ 13 ]                                  |
| 2015/16 | Sašo Filipovski (3)                     | Słowenia                                | Stelmet Zielona Góra                    | [ 14 ]                                  |
| 2016/17 | Igor Miličić                            | /                                       | Anwil Włocławek                         | [ 15 ]                                  |
| 2017/18 | Dejan Mihevc                            | Słowenia                                | Polski Cukier Toruń                     | [ 16 ]                                  |
| 2018/19 | Przemysław Frasunkiewicz                | Polska                                  | Arka Gdynia                             | [ 17 ]                                  |
| 2019/20 | Žan Tabak                               | Chorwacja                               | Stelmet Enea BC Zielona Góra            | [ 18 ] [ c ]                            |
| 2020/21 | Žan Tabak                               | Chorwacja                               | Zastal Enea BC Zielona Góra             | [ 19 ]                                  |
| 2021/22 | Mantas Česnauskis                       | Polska                                  | Grupa Sierleccy-Czarni Słupsk           | [ 20 ]                                  |
| 2022/23 | Arkadiusz Miłoszewski                   | Polska                                  | King Szczecin                           | [ 21 ]                                  |
| 2023/24 | Przemysław Frasunkiewicz                | Polska                                  | Anwil Włocławek                         | [ 22 ]                                  |